# Európai Iskola
Az Európai Iskola művészcsoport 1945–1948 között működött, székhelye Budapesten volt.

## Alapítása
Gegesi Kiss Pál orvosprofesszor, Kassák Lajos, Kállai Ernő, Mezei Árpád és Pán Imre alapította az Európai Iskola nevű művészcsoportot 1945. október 13-án. Céljuk a szürrealista és általában a modern stílusirányzatok ápolása volt, továbbá együttműködés a nyugat-európai és a kelet-közép-európai művészvilággal.

## Tagjai betűrendben

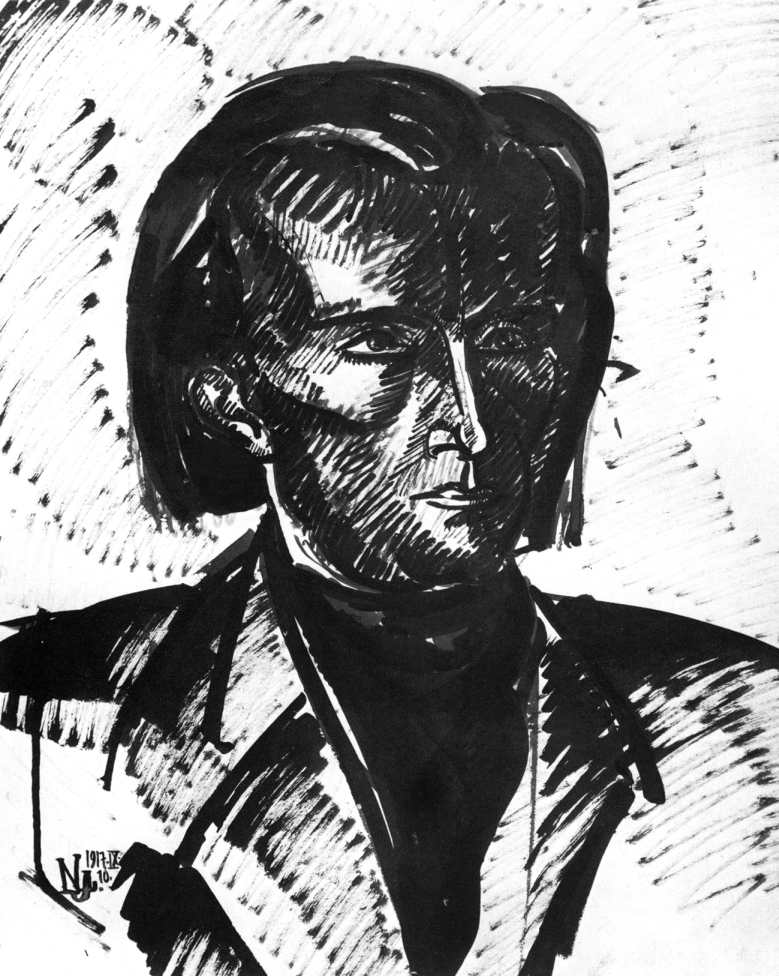
Nemes-Lampérth József: Kassák Lajos portréja (1917)

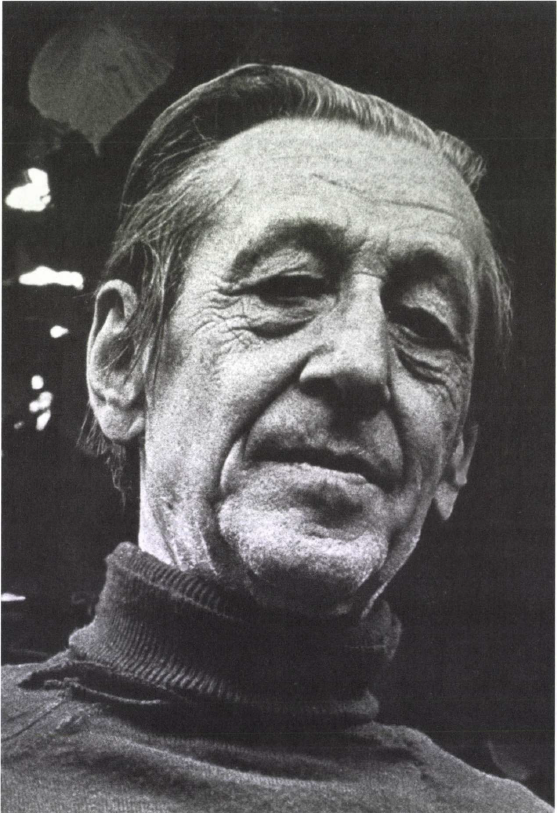
Vilt Tibor (Móser Zoltán felvétele)

- Anna Margit
- Bálint Endre
- Bán Béla
- Barcsay Jenő
- Barta Lajos
- Bertalan Albert
- Bokros Birman Dezső
- Börzsönyi Kollarits Ferenc
- Egry József
- Forgács Hann Erzsébet
- Gadányi Jenő
- Gegesi Kiss Pál
- Gyarmathy Tihamér
- Hajdu István tiszteletbeli tag
- Hegyi György
- Kállai Ernő
- Kampis Antal
- Kassák Lajos
- Korniss Dezső
- Lossonczy Tamás
- Márffy Ödön
- Martyn Ferenc
- Mezei Árpád
- Pán Imre
- Rozsda Endre
- Schubert Ernő
- Szántó Piroska
- Vajda Júlia
- Vaszkó Erzsébet
- Vilt Tibor

## Története
Kiállítóhelyiségükben (az MNDSZ-től bérelt helységben, Üllői út 11., Budapest) a  modern francia festészeti, a magyar hagyományos képzőművészeti anyagokból és saját műveikből rendeztek kiállításokat. Előadásokat is szervezetek, a művészcsoport tagjain kívül is hívtak meg előadókat, például Hamvas Bélát, Szentkuthy Miklóst. Könyvsorozatot és elméleti periodikát indítottak Az Európai Iskola Kiskönyvtára és Index Röpirat és Vitairat-Könyvtár címen. 1946-ban a non-figuratív irányzat képviselői kiváltak, létrehozták a Duna-völgyi Avantgárdok, majd az Elvont Művészek Csoportját. A kommunista diktatúra beköszöntével 1948 végén a fokozódó nyomás alatt valamennyi polgári jellegű művészcsoport, így az Európai Iskola is kénytelen volt beszüntetni tevékenységét.

## Külső hivatkozások
- Hornyik Sándor: Európai Iskola (1945-1948). Archiválva 2008. május 26-i dátummal a Wayback Machine-ben
- Lapok az Európai Iskola történetéből